# 박희수 (1961년)
박희수(朴喜秀, 1961년 12월 31일 ~ )은 대한민국의 제5·6·8·9대 제주특별자치도의원이고, 제주특별자치도 제주시 출신이다.

## 학력
- 제주서국민학교 졸업
- 제주제일중학교 졸업
- 제주제일고등학교 졸업
- 제주대학교 법학과 학사

## 경력
- 탐라장애인복지관 사무국장
- 제주시각장애인복지관 사무국장
- 제주도 사회복지협의회 이사
- 1995.07 ~ 1998.06 제5대 제주도의회 의원
- 1995.07 ~ 1997.01 제5대 제주도의회 전반기 내무위원회 위원
- 1995.07 ~ 1997.01 제5대 제주도의회 전반기 예산결산특별위원회 위원
- 1995.07 ~ 1996.01 제5대 제주도의회 조례정비특별위원회 위원
- 1997.01 ~ 1998.06 제5대 제주도의회 후반기 내무위원회 위원
- 1997.01 ~ 1998.06 제5대 제주도의회 후반기 의회운영위원회 위원
- 1997.01 ~ 1998.06 제5대 제주도의회 후반기 예산결산특별위원회 위원
- 1997.01 ~ 1998.04 제5대 제주도의회 4·3 특별위원회 위원
- 1998.07 ~ 2002.06 제6대 제주도의회 의원
- 1998.07 ~ 2000.07 제6대 제주도의회 전반기 내무위원회 위원
- 1998.07 ~ 2000.07 제6대 제주도의회 전반기 의회운영위원회 위원장
- 2000.07 ~ 2002.06 제6대 제주도의회 후반기 교육관광위원회 위원
- 2001.12 ~ 2001.12 제6대 제주도의회 2001제주세계섬문화축제행정사무조사특별위원회 위원
- 2008.06 ~ 2010.06 제8대 제주특별자치도의회 의원
- 2008.06 ~ 2008.07 제8대 제주특별자치도의회 전반기 농수축지식산업위원회 위원
- 2008.07 ~ 2010.06 제8대 제주특별자치도의회 후반기 복지안전위원회 위원
- 2010.07 ~ 2014.06 제9대 제주특별자치도의회 의원
- 2010.07 ~ 2012.07 제9대 제주특별자치도의회 전반기 복지안전위원회 위원
- 2010.07 ~ 2012.07 제9대 제주특별자치도의회 전반기 예산결산특별위원회 위원
- 2010.07 ~ 2010.07 제9대 제주특별자치도의회 환경부지사(김부일)인사청문특별위원회 위원장
- 2010.07 ~ 2010.09 제9대 제주특별자치도의회 아동·청소년이안전한사회만들기특별위원 위원장
- 2010.09.09 민주당 복당
- 2012.07 ~ 2014.06 제9대 제주특별자치도의회 후반기 의장
- 2020.03.12 더불어민주당 탈당

## 역대 선거 결과
|  | 44.25% |

|  | 41.04% |

|  | 26.25% |

|  | 25.78% |

|  | 34.16% |

|  | 42.22% |

|  | 5.45% |